# Кузнецов, Артемий Алексеевич
Артемий Алексеевич Кузнецов (род. 10 декабря 2004, Москва) — российский хоккеист, нападающий хоккейного клуба "Сочи".

## Биография
Артемий Алексеевич Кузнецов родился 10 декабря 2004 года в городе Москва. С 3,5 лет начал заниматься хоккеем в школах Москвы и области. Играл за ЦСКА (до 2014), «Олимпиец» (Балашиха, 2014–2015), «Атлант» (Мытищи, 2015–2016, 2019–2020), «Динамо» (Москва, 2017), «Северная звезда» (2017–2019, 2020–2021).
С сезона 2020/21 стал игроком команды МХЛ «Капитан» (Ступино) из системы клуба КХЛ «Сочи». В 2021 году перешёл в «Сочи» вместе с Алексеем Васильковым и Иваном Выдренковым.
Дебютировал в КХЛ 19 декабря 2023 года  в гостевом матче со СКА (2:7).
Первую шайбу в КХЛ забросил команде «Торпедо» (Нижний Новгород), которая стала победной.
Является обладателем «Кубка Вызова» (матч звезд МХЛ). Принимал участие в составе молодежной сборной России на «Кубке Будущего». 